# Aula (chiesa)

L'aula o piedicroce

L'aula (o piedicroce) di una chiesa è la zona interna compresa tra la facciata e il presbiterio, sostanzialmente l'area in cui si raduna l'assemblea dei fedeli, che assiste al rito religioso. Il termine "Piedicroce" si riferisce alla base della croce latina, intesa come pianta architettonica, sulla cui forma gran parte delle chiese sono impostate.

## Confini

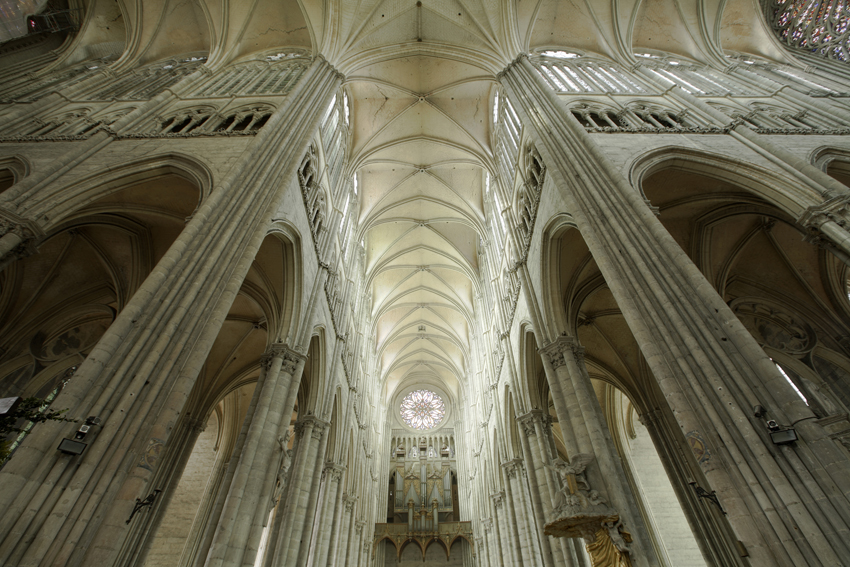
Il piedicroce della Cattedrale di Amiens

Il confine fra aula e presbiterio è di solito ben delineato, per lo meno a terra, mediante elementi che, nel tempo, si sono notevolmente differenziati: possono essere presenti uno o più gradini, che pongono quindi l'aula a un livello più basso rispetto al presbiterio, a volte anche una vera e propria scalinata se quest'ultimo è molto elevato, spesso a causa di una cripta sottostante. Molto frequente, soprattutto nelle chiese cattoliche di epoca barocca, è la soluzione della balaustra, che viene appunto posta sul confine fra i due ambienti, comunque spesso combinata con i grandini o la scalinata. Nelle chiese ortodosse, ma anche il quelle occidentali medioevali con influenze bizantine e in quelle francesi gotiche, ricorrente è l'iconostasi, una vera e propria parete divisoria fra i due luoghi, spesso decorata da icone o da motivi marmorei. È il caso, ad esempio, della Basilica di San Nicola a Bari.
Qual si sia la soluzione adottata, comunque, l'aula presenta sempre una diversificazione dal presbiterio di tipo "diminutivo": quest'ultimo, infatti, risulta sempre essere enfatizzato in importanza, mentre l'aula tende ad assumere una posizione gerarchica più umile, o per lo meno distaccata, separata. Questo metodo veniva spesso utilizzato in passato per evidenziare la maggiore importanza dei membri del clero, risiedenti nel presbiterio, rispetto all'assemblea popolare dei fedeli, diversificazione che ha visto, nel tempo, sempre minore applicazione con l'avanzare dei principi di unità, fraternità e uguaglianza, anche in ambito religioso.
Lateralmente, il confine è delineato dai muri perimetrali dell'edificio, ma solo nel caso in cui questi non presentino cappelle rientranti: se sono presenti, allora la rientranza costituisce ambiente a sé stante con denominazione propria, spesso a sua volta separato dall'aula tramite nuove balaustre o gradini. Per il confine di quest'ultima, quindi, si assume la linea ideale che corre davanti alle cappelle, come se queste non esistessero, linea che comunque corrisponderebbe a quella dei muri perimetrali in assenza delle cappelle.
Posteriormente, invece, l'aula segue il confine della controfacciata, ovvero il lato interno del muro di facciata della chiesa. Anche qui vale il discorso appena svolto nell'eventualità di esistenza di cappelle laterali. Se il muro non dovesse direttamente essere quello di controfacciata, ad esempio nel caso in cui ci sia un nartece, cioè un atrio di accesso alla chiesa, più o meno piccolo, comunque l'aula termina con esso e non comprende pertanto il nartece..

## Conformazione
Non è detto che l'aula debba essere costituita da un unico ambiente: la chiesa, infatti, può essere a più navate, solitamente definite da colonnati o da pilastri in successione. Anche in questo caso, comunque, l'aula comprende l'intero ambiente, ovvero l'aula è sempre unica: più navate non costituiscono più aule, ma le varie navate rientrano nel contesto di una sola aula.
In caso di edifici a pianta centrale, la questione assume complessità: se la centralità della pianta è coerente in tutti i suoi elementi, cioè non esiste un asse prevalente e l'altare si trova al centro, allora non ha senso parlare di aula, poiché questa in verità non esiste essendo sovrapposta al presbiterio, il luogo in cui viene praticato il rito religioso. Solitamente, però, un asse principale, anche nelle chiese a pianta centrale, è sempre presente, proprio per evitare questa confusione negli spazi, ed è spesso identificato dalla direttrice che collega l'ingresso all'edificio con l'altare, come avverrebbe in qualsiasi chiesa a pianta longitudinale. In questo caso, allora, è sufficiente identificare un qualsiasi elemento che contraddistingua un presbiterio (balaustra, gradini, cancellata) per identificare immediatamente anche lo spazio dell'aula.
In presenza di transetto, invece, questo rientra molto raramente nell'aula, in quanto sviluppo trasversale del presbiterio e quindi spazio di sua pertinenza.

## Dimensioni record
- Il più lungo piedicroce: Cattedrale di Århus, Danimarca, 93 m.
- Il più lungo piedicroce d'Italia: Basilica di San Pietro, Vaticano, 91 m.
- Il più lungo piedicroce di Francia: Cattedrale di Bourges, 91 m.
- Il più lungo piedicroce della Gran Bretagna: Cattedrale di Winchester, 85 m.
- Il più lungo piedicroce di Spagna: Cattedrale di Siviglia, 60 m.
- Il più lungo piedicroce degli Stati Uniti: Cattedrale di Saint John the Divine, 70 m.
- Il più alto piedicroce: Cattedrale di Beauvais, Francia, 48,5 m (Incompleto, infatti venne eretta solo la prima campata).
- Il più alto piedicroce completato: Basilica di San Pietro, Vaticano, 46 m.